# Уварово
Уварово (рус. Уварово) град је у Русији у Тамбовској области.

## Становништво
| 1939.  | 1959. | 1970.  | 1979.  | 1989.  | 2002.  | 2010.  |
| ------ | ----- | ------ | ------ | ------ | ------ | ------ |
| 10.800 | 6.800 | 24.946 | 31.669 | 34.554 | 29.690 | 26.830 |